# 短柱胡颓子
短柱胡颓子（学名：Elaeagnus difficilis var. brevistyla）为胡颓子科胡颓子属下的一个变种。